# Strážkovická pahorkatina
Strážkovická pahorkatina je geomorfologický okrsek v severní části Stropnické pahorkatiny, která náleží k Novohradskému podhůří. Společně s navazujícími hrástěmi Lišovského prahu a Velešínské pahorkatiny tvoří předěl mezi Třeboňskou a Českobudějovickou pánví, nad nimiž se zvedá o 100–150 m. Od Velešínské pahorkatiny je na západě oddělena údolím Malše v úseku mezi hradem Velešín a Plavem. V tomto místě řeka Malše vtéká do Českobudějovické pánve a své nejnižší nadmořské výšky (405 m) zde dosahuje nejen Stropnická pahorkatina, ale celé Novohradské podhůří.
Jedná se o členitou pahorkatinu prořezanou průlomovým údolím Stropnice. Geologické podloží je tvořeno převážně svorovými rulami a svory, místy se vyskytují ostrůvky neogenních usazenin. Své jméno pahorkatina získala podle vesnice Strážkovice, u níž se patrně nacházelo jedno z doudlebských strážních míst poblíž Vitorazské stezky.

## Významné vrcholy
- Strážkovický vrch 558 m
- Střížovská planá hora 516 m
- Borovanský vrch 514 m